# Milton & Chico
Compacto gravado no ano de 1977, por Chico Buarque e Milton Nascimento.

## Faixas
| N.º | Título             | Compositor(es)                                      | Duração |  |
| 1.  | "Primeiro de Maio" | Chico Buarque, Milton Nascimento                    |         |  |
| 2.  | "O Cio da Terra"   | Chico Buarque, Milton Nascimento, Jim Webb (versão) |         |  |

## Ficha técnica
- Chico Buarque – voz
- Milton Nascimento – voz, violão; órgão em "Primeiro de Maio"
- Beto Guedes – bandolim em "Primeiro de Maio"
- Francis Hime – piano  em "Primeiro de Maio"
- Nelson Angelo – guitarra
- Naná Vasconcelos – percussão em "O Cio da Terra"
- Novelli – baixo; surdo em "O Cio da Terra"
- Robertinho Silva – bateria
- Wagner Tiso – órgão  em "Primeiro de Maio"